# Salem bin Laden
Salem bin Laden (Arabisch: سالم بن محمد بن عواد بن لادن, Sālim bin Muḥammad bin ʿAwād bin Lādin) (4 januari 1946 - Schertz (bij San Antonio, Texas), 29 mei 1988) was een Saoedische zakenman en investeerder. Hij was de halfbroer van Osama bin Laden.
Hij was de oudste zoon van Mohammed bin Laden en het hoofd van de bin Ladenfamilie. Hij beheerde het enorme kapitaal van de familie, dat geschat wordt op zo'n 16 miljard dollar. 
Salem bin Laden was ook een investeerder in Arbusto Energy, een voormalig klein olie- en energiebedrijf dat geleid werd door George W. Bush.
Hij kwam in 1988 om het leven bij een ongeluk met een ultra-lightvliegtuig in Texas.